# Kazimierz Wierzyński
Kazimierz Wierzyński (27 august 1894, Drohobycz, Regatul Galiției și Lodomeriei – 13 februarie 1969, Londra) a fost un poet și jurnalist polonez, membru ales al prestigioasei Academii Poloneze de Literatură în cea de-a Doua Republică Poloneză.

## Viața
Kazimierz Wierzyński s-a născut în Drohobycz (Drohobych), Regatul Galiției și Lodomeriei. El a fondat, împreună cu Julian Tuwim și cu alți trei poeți, grupul de poeți experimentali Skamander. Poezia sa Laurul olimpic (în poloneză: Laur olimpijski, 1927), care idealizează grația și condiția fizică a sportivilor, a câștigat medalia de aur pentru poezie la Jocurile Olimpice din 1928 de la Amsterdam, iar celelalte poezii timpurii ale sale celebrează, de asemenea, bucuria de a trăi.
Operele sale ulterioare, scrise în exil, sunt mult mai sumbre și mai conștiente pe plan social. Recoltă amară (1933) include poezii despre Statele Unite ale Americii. Câmpul de luptă uitat (1944) conține relatări din cel de-al Doilea Război Mondial. El a murit la Londra, Anglia.

## Opera

### Volume de poezie
- Wiosna i wino, Varșovia, 1919
- Wróble na dachu, Varșovia, 1921
- Wielka Niedźwiedzica, Varșovia, 1923
- Pamiętnik miłości, Varșovia, 1925
- Laur olimpijski, Varșovia, 1927
- Pieśni fanatyczne, Varșovia, 1929
- Rozmowa z puszczą, Varșovia, 1929
- Gorzki urodzaj, Varșovia, 1933
- Wolność tragiczna, Varșovia, 1936
- Kurhany, Varșovia, 1938
- Barbakan warszawski, Nisa, 1940
- Ziemia-Wilczyca, Londra, 1941
- Róża wiatrów, New York, 1942
- Ballada o Churchillu, New York, 1944
- Podzwonne za kaprala Szczapę, New York, 1945
- Krzyże i miecze, Londra, 1946
- Korzec maku, Londra, 1951
- Siedem podków, New York, 1954
- Tkanka ziemi, Paris, 1960
- Kufer na plecach, Paris, 1964
- Czarny polonez, Paris, 1968
- Sen mara, Paris, 1969

### Proză
- Granice świata, povestiri, Varșovia, 1933
- W garderobie duchów, impresii teatrale, Lvov, Varșovia, 1938
- O Bolesławie Leśmianie, discurs la o reuniune a Academiei Poloneze de Literatură, Varșovia, 1939
- Współczesna literatura polska na emigracji, New York, 1943
- Pobojowisko, povestiri, New York, 1944
- Życie Chopina, New York, 1953
- Cygańskim wozem. Miasta, ludzie, książki, Londra, 1966
- Moja prywatna Ameryka, Londra, 1966